# Saar de Swart

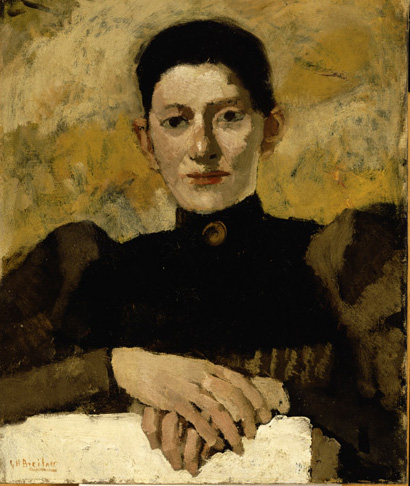
Saar de Swart von George Hendrik Breitner, 1880/1900

Elisabeth Sara Clasina „Saar“ de Swart (* 6. August 1861 in Arnhem; † 12. August 1951 in Anacapri, Capri) war eine niederländische Kunstmäzenin und Bildhauerin.

## Leben
Saar de Swart war das einzige Kind des Malers und Zeichenmeisters Corstianus Hendrikus de Swart (1818–1897) und von Elisabeth Sara IJntema (1822–1884), einer Tochter des Buchhändlers, Verlegers und Herausgebers der „Vaderlandsche Letteroefeningen“ J.W. IJntema. Sie wuchs in der elterlichen Villa Mariaburg, die die Familie ab 1863 bewohnte, in Arnhem auf, wurde mennonitisch erzogen und zu Hause von ihrer Mutter in Sprache und Literatur, von ihrem Vater in Kunst unterrichtet. Sie lernte auch Noten lesen und Klavier spielen.

### Amsterdam und Paris
Finanziell unterstützt durch ihren Vater und mit dem Erbe ihrer Mutter studierte Saar de Swart ab 1887 in Amsterdam und besuchte die Modellierklasse an der „Rijksschool voor Kunstnijverheid Amsterdam“. Zunächst wohnte sie bei Verwandten. 1888 verließ sie die Schule, nahm Unterricht beim Bildhauer Lambertus Zijl und zog zusammen mit der Freundin Baukje van Mesdag (* 1853) in ein Zimmer in der Westeinde.

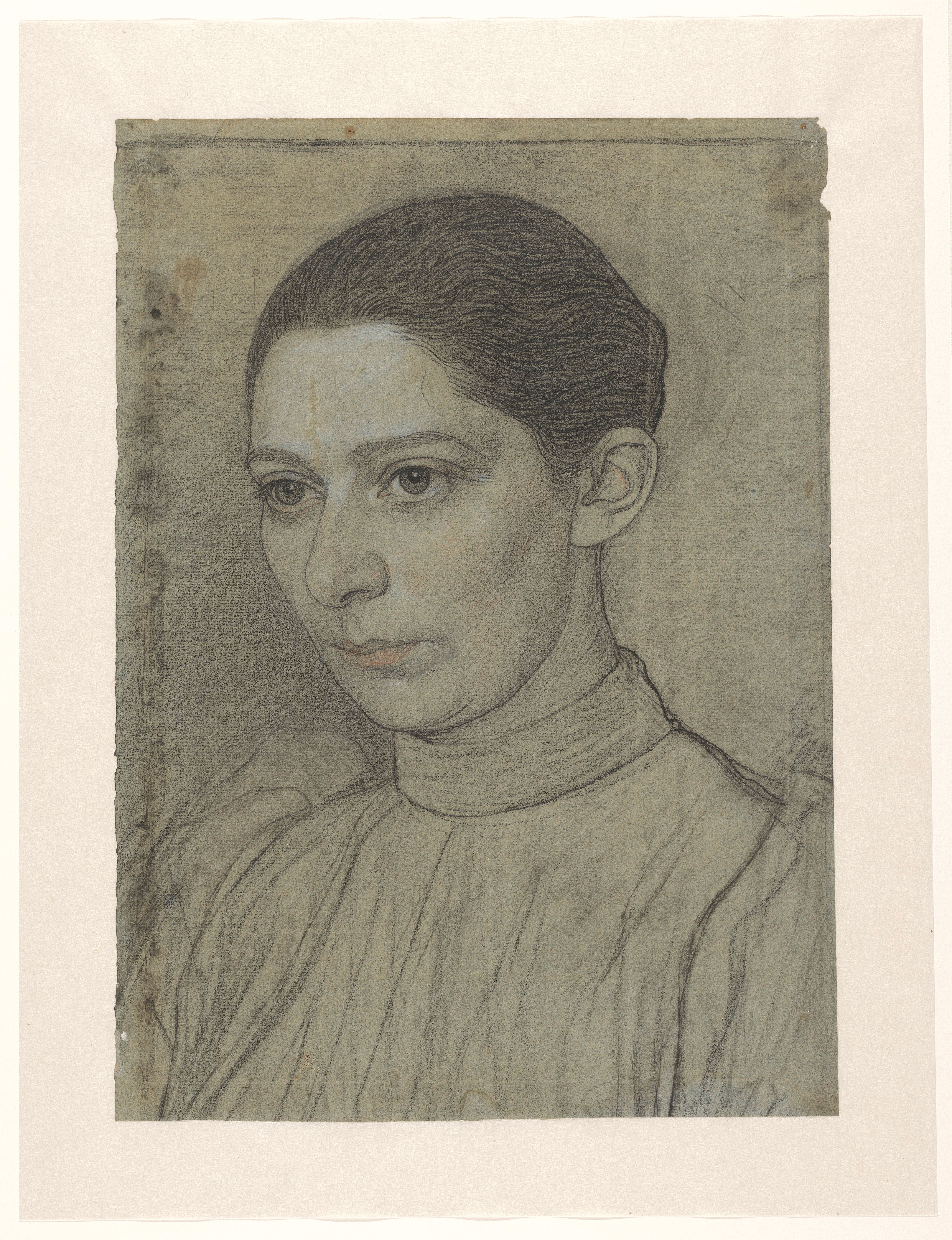
Saar de Swart von Jan Veth
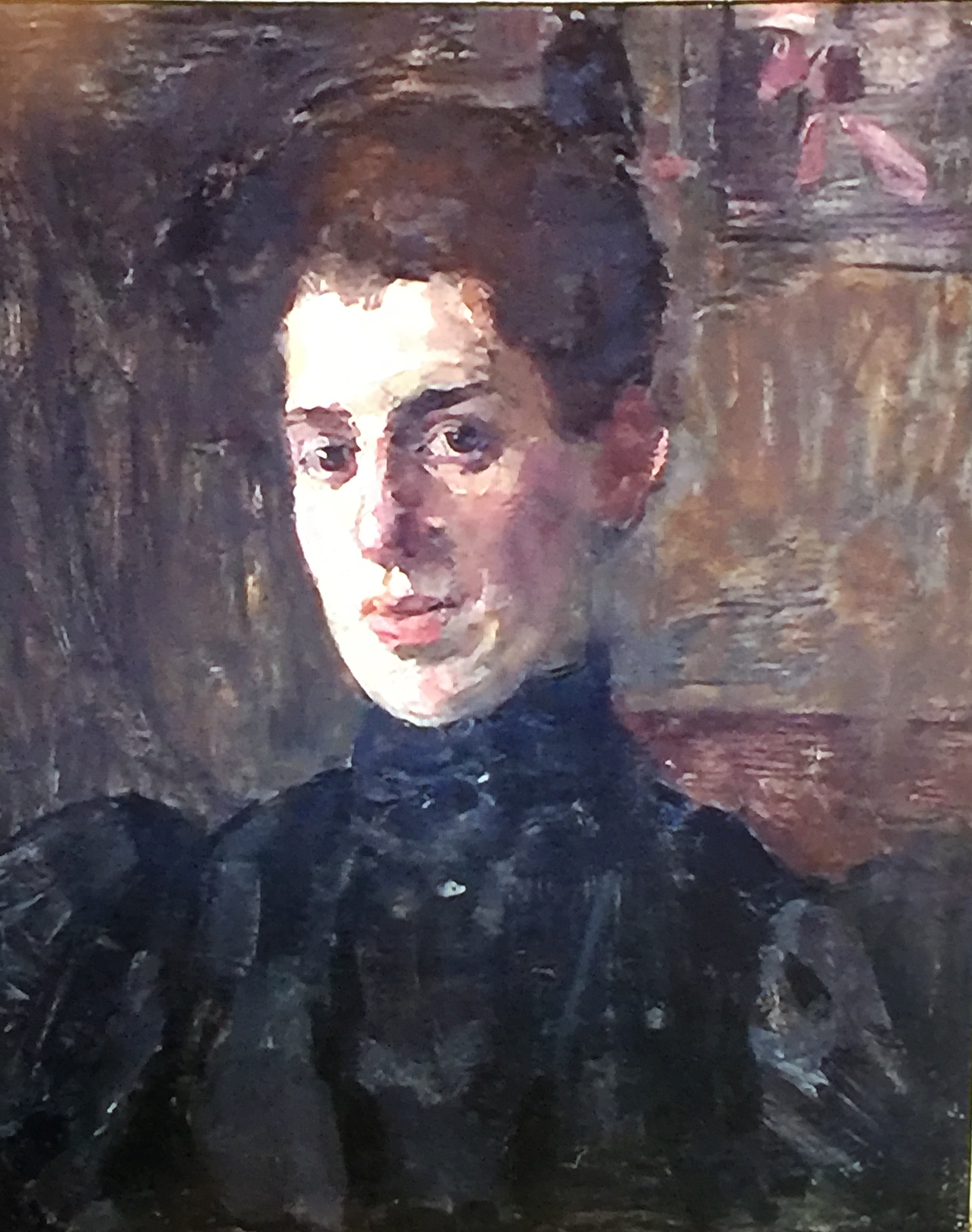
Saar de Swart von Isaac Israëls, um 1895

Schnell kam sie mit „Den Achtzigern“ (De Tachtigers), einer einflussreichen Künstlergruppe um die Literaturzeitschrift De Nieuwe Gids in Kontakt, zu denen unter anderem Jan Veth, Alphons Diepenbrock, Isaac Israëls, Willem Witsen, Eduard Karsen und Dichter wie Willem Kloos gehörten. Saar de Swart kaufte ihre Arbeiten und unterstützte einige finanziell. George Breitner, Jan Veth und Isaac Israëls fertigten Porträts von ihr und der Schriftsteller Willem Paap gestaltete seine Romanprotagonistin Esther Luzac in „Vincent Haman“ 1898 wahrscheinlich nach ihrem Vorbild. Der Maler Eduard Karsen fixierte sich jahrelang völlig auf sie, versuchte sie später aber wegen ihrer vermuteten sexuellen Orientierung zu diskreditieren und zu diffamieren.
Im September 1889 verließ Saar de Swart Amsterdam und ging mit Baukje van Mesdag nach Paris. Sie nahm rege am Kultur- und Nachtleben teil, besuchte Café-Kabaretts wie das Le Chat Noir und das Le Mirliton und traf Künstler wie Auguste Rodin, Vincent van Gogh, Émile Bernard und Odilon Redon. Sie unterstützte auch die Schriftsteller Maurice Maeterlinck und Aurélien-Marie Lugné-Poe.

### Amsterdam, Laren und Italien
1991 kehrte Saar de Swart nach Amsterdam zurück, lebte dann von 1892 bis 1894 mit ihrer damaligen Freundin Anna Vis in Rotterdam und kümmerte sich zeitweise um ihren Vater in Arnhem. Im Herbst 1894 bezog Saar de Swart gemeinsam mit Anna Vis eine Etage im Amsterdamer Oosterpark 82 in Amsterdam. Das Haus gehörte Willem Witsen und war für „Die Achtziger“ Treffpunkt und Zuhause. Einige von Saar de Swarts Zeitgenossen, darunter selbst Freunde und Bekannte, kritisierten ihren unabhängigen und vermuteten lesbischen Lebensstil. Die Frau des Malers Willems Kloos beschrieb sie als „flatterhafte, unbändige, freie, schillernde Frau, der nichts peinlich war, die sich nicht schämte, mit jungen Leuten ein Glas Bier zu trinken und mit ihnen Orte zu besuchen, an denen man nur sehr selten eine Frau von Rang trifft“. Laut Henriette Roland Holst gab es jedoch keine „warmherzigeren Nachbarn als diese beiden Frauen“.

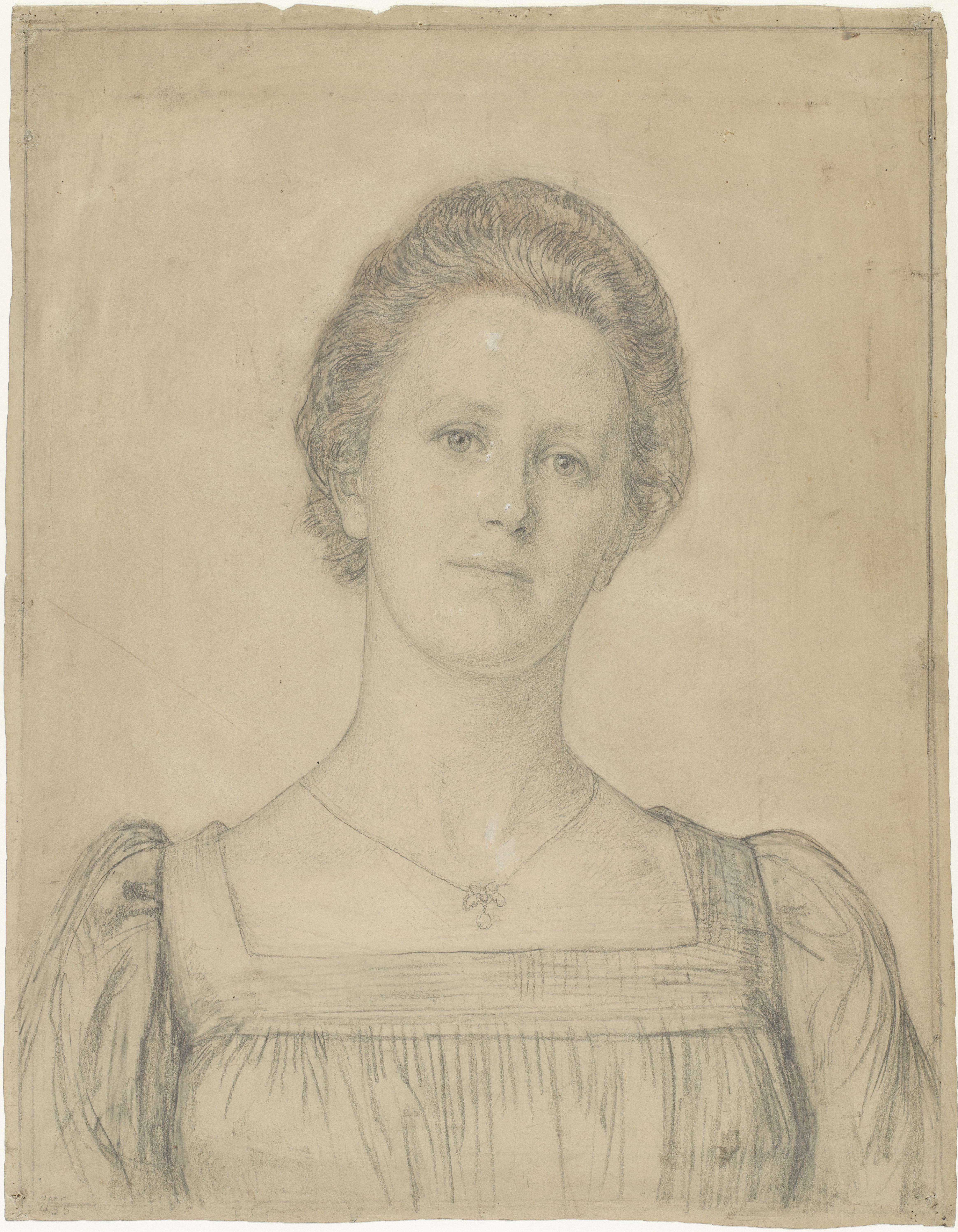
Emilie van Kerckhoff von Jan Veth

Von 1898 bis 1914 lebte Saar de Swart mit ihrer Freundin, der Aquarellistin Emilia Maria Francisca „Emilie“ van Kerckhoff (1867–1960), in der Villa „De Hoeve“ in der Drift 14 im Künstlerdorf Laren. Ihr Haus mit angeschlossenem Atelier lag in der Nähe der Villa „De Wilde Zwanen“ von Anna Brugh Singer, mit der sie sich anfreundeten. Henriëtte Roland Holst und Alphons Diepenbrock mit seiner Familie, die ebenfalls Häuser nahebei bewohnten, waren oft zu Gast. Saar de Swart pflegte Kontakt zu Künstlern wie Emile Bernard, Gustav Mahler und Lodewijk van Deyssel und wurde Mitglied des Hilversumsche Kunstkrings. Zwischen 1900 und 1901 entwarf sie mehrere Lampen für das Amsterdamer Kunsthandwerksgeschäft „'t Binnenhuis“ und beteiligte sich an Ausstellungen. Sie bereiste mit Emilie van Kerckhoff unter anderem Niederländisch-Ostindien, Japan, Indien und Ägypten, vermehrte ihre Kunst- und Antiquitätensammlung, die unter anderem Werke von Antoon Derkinderen, Jan Toorop, Breitner, Rodin und Redon enthielt und unterstützte bedürftige Künstler. All dies führte dazu, dass ihre eigenen Rücklagen schwanden, so dass sie zweimal einen Teil ihrer Sammlung versteigern ließ und ihr Haus verkaufte.
1914 ging sie zusammen mit Emilie van Kerckhoff nach Rom. In Folge trennten sich die Wege der Frauen. Nachdem Van Kerckhoff 1920 in der Nähe des Dorfes Anacapri auf Capri das Haus „Casa Surya“ bauen ließ, ließ sich De Swart um 1922 in einer Wohnung im selben Dorf nieder und zog 1927 in ein kleines Atelierhaus, das Van Kerckhoff in der Nähe der Casa Surya gebaut hatte. Sie führte ein eher zurückgezogenes Leben, gestaltete und pflegte Van Kerckhoffs Garten und korrespondierte mit alten Freunden. Sie gab nebenher Englischunterricht, verkaufte gelegentlich einige Tonmodelle und erhielt etwas Geld von Menschen, die sie früherer unterstützt hatte. Während des Zweiten Weltkriegs wohnten De Swart und Van Kerckhoff bei deutschen Diakonissen in Rom. Nach dem Krieg kehrten sie nach Capri zurück. Mit zunehmendem Alter litt Saar de Swart unter Herzproblemen, Schwierigkeiten beim Gehen und einer schlechten Sehkraft. Sie starb 1951 und wurde auf dem Friedhof von Anacapri beigesetzt.

## Werk
Saar de Swart war eine Bildhauerin der Moderne. Künstlerkollegen würdigten ihre Arbeiten, so kam etwa Rodin in Paris mehrmals zu Besuch „um ihre Arbeiten zu sehen, die ihn interessierten“, Van Gogh bescheinigte ihr großes Talent und Van Deyssel meinte, sie hätte „einige sehr bemerkenswerte Skulpturen gemacht“. Lugné-Poe betonte „die Bedeutung von Saar de Swart für die französische symbolistische Kunst und Literatur in den Niederlanden“.
Von Saar de Swart sind nur wenige Arbeiten bekannt. Im Kröller-Müller Museum in Otterlo, dem Museum Singer Laren und dem Museum Arnhem befinden sich Skulpturen aus Bronze von ihr. Sie zeigen exotische Motive, wie die „Balinesische Tänzerin“ um 1912, „Indischer Büffel“ und „Knabe mit Schildkröte“.
Ausstellungen (Auswahl)
- 1890: Salon des Cent, Galeries de La Plume Paris
- 1895: La Libre Esthétique, Brüssel[10]
- 1913: De Vrouw 1813–1913, Amsterdam[2]